# 前田憂佳
前田 憂佳（まえだ ゆうか、1994年12月28日 - ）は、日本の元歌手、元アイドル、元女優。ハロー!プロジェクトの女性アイドルグループスマイレージ（現：アンジュルム）の元メンバー。公式ニックネームは、ゆうかりん。メンバーカラーはピンク。
千葉県出身。元アップフロントエージェンシー（現・アップフロントプロモーション）所属。元ハロプロエッグ。血液型はB型。

## 略歴
2004年
- 8月10日、ハロプロ エッグ オーディション2004に合格し、ハロプロエッグの一員となる。

2005年
- 10月8日から10日にかけて行われたイベント『「モーニング娘。“熱っちぃ地球を冷ますんだっ。”文化祭2005」in 横浜』で「ともいき・木を植えたい」のお披露目が行われ、能登有沙、大瀬楓、古川小夏、有原栞菜と共に出演した。

2006年
- 7月 - 8月、MBS・TBS系列で放映されたドラマ「がきんちょ〜リターン・キッズ〜」の第1話と第14話に、「あおい」役で出演した[5]。
- 9月8日、ドラマ「がきんちょ〜リターン・キッズ〜」で、前田憂佳が演じる「あおい」と美山加恋が演じる「もも」がドラマ中で結成するアイドルユニット「ぱれっと」[注 1]が歌うドラマの挿入歌「世界は僕らを待っている」がCDで発売された。当初はインターネット通信販売に限定されていたが、9月末より一般のCDショップでも販売される事になった。

2007年
- 2月1日、公式ブログ「Hi!ゆうか放送局です。」がスタートした[6]。
- 4月、舞台「外は白い春の雲」に出演[7]。舞台出演は今回が初[8]。

2008年
- 4月19日、モーニング娘。と宝塚歌劇団のコラボレーションによる『シンデレラ the ミュージカル』を応援するスペシャルユニット「High-King」のメンバーに選出された[9][10]。
- 6月10日、文化放送「High-King 起立! 礼! 着席!」でラジオ初出演。
- 9月20日、アクアシティお台場アクアアリーナで開催された「しゅごキャラ!まつり」で新ユニット「しゅごキャラエッグ!」のメンバーに選出された[11]。

2009年
- 4月4日・5日、「2009 ハロー!プロジェクト新人公演 4月 〜横浜HOP!〜」に他のハロプロエッグメンバーと出演。小川紗季、和田彩花、福田花音とともに「メジャーデビューを目指す新ユニット」に選抜された[12]。
- 5月8日、プロデューサーのつんく♂（シャ乱Q）が自身のオフィシャルブログにて、前述の新ユニットの名称を発表。名称は「S/mileage（スマイレージ）」[13][14]。
- 8月、ミュージカル『しゅごキャラ!』で主役・日奈森あむ役を演じた[15]。

2010年
- 2月26日、Twitter、アメーバブログ[16]開始。
- 3月3日、福田花音と共にInter FM「FIVE STARS」の水曜日の担当DJになる[17]。
- 3月27日、ハロプロエッグを卒業[18]。
- 5月26日、シングル「夢見る 15歳」でスマイレージのメンバーとしてメジャーデビューした[19][20]。
- 7月22日、初のソロ写真集「前田憂佳 15才」を発売し、東京都内で発売記念イベントを行った[21][22]。

2011年
- 10月25日、大学進学を目指し受験勉強に専念するため、同年12月31日をもってスマイレージおよびハロー!プロジェクトを卒業することが公式発表された[23]。
- 12月31日、東京メルパルクホールで開催されたファンクラブ限定イベント「S/mileage Mega Bank vol.4」をもって卒業、同時に芸能界を引退した[24][25][26]。

## 人物
- おっとりとした性格で[27][28]つんく♂からは、「色白の甘いマスクとは裏腹に、とても芯のしっかりした強い意志の持ち主」と評されていた[29]。本人は自分の性格を「頑固」だと思っていた[30][16]。
- 駄洒落が好きで、スマイレージの「ダジャレ担当」を自認していた[注 2]。
- 名探偵コナンのファンである[31]。
- FUNKY MONKEY BABYSの大ファンで、彼らのミュージック・ビデオに出演するのが夢だった[32]が、前田自身は2011年12月に芸能界を引退、FUNKY MONKEY BABYS自体も2013年6月に解散した（後に2人組のユニットとして2021年に活動を再開し、ユニット名をFUNKY MONKEY BΛBY'Sに改称した）ため、実現しなかった。

## 作品

### 映像作品
- 第一回 ハロー!プロジェクト新人公演 〜さるの刻〜/〜とりの刻〜（2007年）
- スタンダードソングエンタテインメントPresents『えくぼ〜people song〜』（2007年12月）[33]
- 2008 ハロー!プロジェクト新人公演9月 〜芝公園STEP!〜（2008年11月）[34]
- つんく♂THEATER第6弾「あぁ女子合唱部〜栄光のかけら2008〜」（2009年6月）[35]
- 2009 ハロー!プロジェクト新人公演6月 〜中野STEP!〜（2009年9月）[36]
- 前田憂佳 純白（2010年8月4日、hachama/UP-FRONT WORKS）[37]
- See You-karin〜Special Making Edition〜（2012年2月15日、hachama/UP-FRONT WORKS）[38]

## 出演

### テレビドラマ
- がきんちょ〜リターン・キッズ〜（第1話・第14話、2006年9月8日、毎日放送） - あおい 役[5]。
- 5年後のラブレター（2010年5月1日 - 7月17日、BeeTV/2011年1月3日 - 3月21日、TBSテレビ）- 幼少期の志村菜緒 役

### テレビアニメ
- ひめチェン!おとぎちっくアイドル リルぷりっ（2010年4月4日 - 2011年3月27日・2011年4月6日 - 2012年3月28日、テレビ東京） - 高城レイラ 役[39]。

### バラエティ
- 特番!!ちゃお. TV〜ハロプロエッグのプリンセス決定戦〜（2007年9月2日 - 10月7日、キッズステーション）

### ラジオ
- FIVE STARS（2010年3月3日 - 2011年9月30日、Inter FM）[40]

### 舞台
- 外は白い春の雲（2007年4月12日 - 22日、下北沢「劇」小劇場）[7]
- スタンダードソングエンタテインメントPresents「えくぼ〜people song〜」（2007年9月21日 - 30日）[41][42]
- 美女木ジャンクション（2008年4月23日 - 27日、池袋あうるすぽっと） - 矢吹ヒロ 役[43]。
- つんく♂THEATER 第六弾 あぁ 女子合唱部〜栄光のかけら 2008〜（2008年9月13日 - 15日、全電通ホール） - 佐竹奈美 役[注 3][44]。
- ミュージカル『しゅごキャラ!』（2009年8月13日 - 23日、博品館劇場） - 主役・日奈森あむ 役[45][15]。
- 恋するハローキティ（2009年11月11日 - 19日、青山円形劇場）[46]
- 劇団ゲキハロ第8回公演 BS-TBS 10周年企画「おばぁちゃん家のカレーライス 〜スマイルレシピ〜」（2009年8月18日 - 8月22日、六本木 俳優座劇場） - 七海 役

### 映画
- 星砂の島のちいさな天使 〜マーメイドスマイル〜（2010年6月19日） - 島袋ユカ 役[47]。

### コンサート
- Hello! Project 2005 Winter 〜A HAPPY NEW POWER! 紅組〜（2005年1月） - バックダンサーとして参加。
- Hello! Project 2005 夏の歌謡ショー 〜'05 セレクション! コレクション!〜（2005年7月） - バックダンサーとして参加。
- Hello! Project 2006 Winter 〜ワンダフルハーツ〜（2006年1月）
- カントリー娘。LIVE2006〜Shibuya des Date〜（2006年9月2日・3日、SHIBUYA-AX） - アンコールに小川紗季、和田彩花、森咲樹とともに出演[48]。
- Hello! Project 2007 Winter 〜ワンダフルハーツ 乙女Gocoro〜（2007年1月）
- 第一回 ハロー!プロジェクト新人公演 〜さるの刻〜／〜とりの刻〜（2007年5月13日、渋谷C. C. Lemonホール）[7][49]
- 2007 ハロー!プロジェクト新人公演8月 〜横浜で会いましょう〜（2007年8月26日、横浜BLITZ）[50]
- 2007 ハロー!プロジェクト新人公演11月 〜品川で会いましょう〜（2007年11月23日、品川ステラボール）[51]
- Hello! Project 2008 Winter 〜ワンダフルハーツ 年中夢求〜（2008年1月） - バックダンサーとして参加。
- 2008 ハロー!プロジェクト新人公演3月 〜キラメキの横浜 〜（2008年3月29日、横浜BLITZ）[52]
- 2008 ハロー!プロジェクト新人公演6月 〜赤坂HOP!〜（2008年6月22日、赤坂BLITZ）[53]
- '08夏 ナイスガールプロジェクト!エモーショナルライブ〜ミラクル セクシー ダイナマイト〜（2008年8月9日、東京厚生年金会館） - ゲスト出演[54]。
- 2008 ハロー!プロジェクト新人公演9月 〜芝公園STEP!〜（2008年9月23日、メルパルクホール）[55]
- 2008 ハロー!プロジェクト新人公演11月 〜横浜JUMP!〜（2008年11月24日、横浜BLITZ）[56]
- 2009 ハロー!プロジェクト新人公演4月 〜横浜HOP!〜（2009年4月4日・5日、横浜BLITZ）
- 2009 ハロー!プロジェクト新人公演6月 〜中野STEP!〜（2009年6月7日、中野サンプラザ）[57]
- 2009 ハロー!プロジェクト新人公演9月 〜横浜JUMP!〜（2009年9月23日、横浜BLITZ）[58]
- 2009 ハロー!プロジェクト新人公演11月 〜横浜FIRE!〜（2009年11月23日、横浜BLITZ）[59]
- 2010 ハロー!プロジェクト新人公演3月 〜横浜GOLD!〜（2010年3月27日、横浜BLITZ）[60]

### イベント
- ハロプロエッグデリバリーステーション!03（2008年3月8日、サンストリート亀戸）[61]
- 「ハロー!チャンネルVol.4」発売記念握手会（2011年5月20日、福家書店新宿サブナード店）[62]

## 書籍

### 写真集
- 前田憂佳 15才（2010年7月23日、ワニブックス、撮影：根本好伸） - ISBN 978-4847042942。
- See You-karin（2011年12月20日、ワニブックス、撮影：西田幸樹） - ISBN 978-4-8470-4426-7。

## 参加ユニット
- スマイレージ（2009年 - 2011年）
- スペシャルユニット
  - High-King（2008年 - 2011年）
- 企画ユニット
  - しゅごキャラエッグ!（2008年 - 2009年9月）
  - リルぷりっ（2010年 - 2011年）
- 研修生
  - ともいき・木を植えたい（2005年 - 2009年）
- シャッフルユニット
  - ハロー!プロジェクト モベキマス（2011年）